# Убийство Ники Шакарами
20 сентября 2022 года 16-летняя иранская девушка Ника Шакарами (перс. نیکا شاکرمی‎) исчезла в Тегеране во время иранских протестов 2022 года после смерти Махсы Амини. Её семье сообщили о её смерти десять дней спустя. Ника Шакарами умерла при подозрительных обстоятельствах, предположительно связанных с насилием со стороны иранских спецслужб. После того как тело девушки было опознано её семьей, родственники планировали похоронить её в Хорремабаде, но тело, как утверждается, было украдено иранскими властями и вместо этого похоронено в Хаят-оль-Гейбе, как сообщается, чтобы оказать влияние на семью и избежать похоронной процессии, которая могла бы вызвать дальнейшие протесты.
Иранские власти отрицали свою вину, распространили несколько противоречивых историй о её судьбе и предположительно вынудили некоторых членов её семьи поддержать эти версии. Смерть Шакарами и попытки правительства скрыть информацию о её судьбе получили широкую огласку в международных СМИ и ещё больше разожгли продолжающиеся протесты.
Официальная причина её смерти позже была описана в документе Бехеште-Захра как травма тупым предметом.
Шакарами, Сарина Эсмаилзаде и Хадис Наджафи стали новыми лицами продолжающихся протестов в Иране, а их фотографии появились на плакатах, тайно расклеенных на стенах иранских городов.

## Предыстория
Ника Шакарами родилась 2 октября 2005 года в Хорремабаде, провинция Лурестан, в семье Лур. О её биографии мало что известно.
У Ники Шакарами были семейные связи с Хорремабадом на юго-западе Ирана, родным городом её отца. Она была вторым ребёнком в семье. Ника Шакарами жила со своей тётей в Тегеране и работала в кофейне. Она переехала в Тегеран после смерти отца.

## Исчезновение и смерть
Ники Шакарами участвовала в протестах в сентябре 2022 года, вызванных смертью Махсы Амини под стражей в полиции и направленных на расширение прав женщин в Иране. Ника Шакарами пропала без вести после акции протеста на бульваре Кешаварз в Тегеране 20 сентября. Она вышла из дома около 13:00 по всемирному координированному времени и взяла с собой бутылку воды и полотенце для защиты от слезоточивого газа. Сначала Ника Шакарами сказала семье, что собирается навестить сестру.
По словам семьи Шакарами, последним полученным от девушки было сообщение, отправленное одной из её подруг, в котором Ника заявила, что её преследуют силы безопасности. Судя по всему, её разлучили со своими друзьями, поскольку протесты стали более многолюдными. Последний раз друзья видели её около 15:00 по всемирному координированному времени. В ночь на 20 сентября аккаунты Ники Шакарами в Telegram и Instagram были удалены, а её телефон отключён. По данным CNN, 12 октября аккаунт Ники Шакарами в Telegram был ненадолго восстановлен, вероятно иранскими властями, а члены семьи подтвердили, что телефон Ники Шакарами находится в распоряжении прокуратуры Тегерана. Государственные СМИ Ирана также сообщили, что власти получили доступ к прямым сообщениям в её аккаунте в Instagram.
27 октября 2022 года телеканал CNN опубликовал кадры последних часов Ники Шакарами во время протестов. На одном видео видно, как она прячется за машинами в пробке и говорит водителю: «Не двигайся, не двигайся», подразумевая, что она стала мишенью и её преследовали. Человек, предоставивший видео CNN, рассказал, что видел, как Нику арестовали и посадили в полицейский фургон.
Не получив от неё известий, семья Шакарами подала заявление о пропаже и начали искать девушку в полицейских участках и больницах. Родственники также разместили её фотографии в социальных сетях в надежде, что кто-нибудь её узнает. Через десять дней им сообщили, что в ходе судебно-медицинской экспертизы погибших протестующих была обнаружена женщина с похожими характеристиками, а её тело находится в морге Кахризак, расположенном в местном изоляторе. Членам семьи Шакарами не разрешили увидеть тело, а позволили лишь в течение нескольких секунд смотреть на лицо девушки в целях идентификации. Сообщается, что власти сообщили им, что она погибла в результате падения с большой высоты. Чтобы проиллюстрировать это, им показали фотографию её безжизненного тела на тротуаре, но они сочли фотографию подозрительной. Тётя Шакарами заявила в интервью, что нос Ники Шакарами был полностью поломан, а её череп был «сломан и разрушен в результате нескольких ударов твёрдого предмета», возможно дубинки. Семье сообщили, что Шакарами была похищена, удерживалась и допрашивалась Корпусом стражей исламской революции в течение недели, а затем в течение короткого времени содержалась под стражей в тюрьме Эвин — тюрьме, персонал которой часто обвиняли в систематических изнасилованиях и пытках заключённых.
30 апреля 2024 года было опубликовано исследование «Би-би-си», подтверждающее, что Ника Шакарами была убита сотрудниками иранских спецслужб, что было выявлено на основе секретного доклада, доступного журналистам. Доклад был подготовлен Корпусом стражей исламской революции (КСИР), который проводил слушания по делу о смерти Шакарами. Согласно исследованию, девушку задержали сотрудники подразделения под названием Team 12, которые подозревали, что она была лидером протеста, при котором также участвовала в сожжении хиджаба. После задержания она была подвергнута сексуальному и физическому насилию сотрудниками спецслужб в морозильном фургоне, в результате чего скончалась.

## Похороны
Семья перевезла тело Шакарами в Хорремабад для захоронения, намереваясь провести церемонию 2 октября, в день её семнадцатого дня рождения. Однако силы безопасности принуждали семью не проводить похоронную церемонию и вместо этого похоронить тело тайно. Тётя Шакарами не поддалась давлению и опубликовала сообщение в Твиттере с приглашением всех желающих присоединиться к празднованию «последнего дня рождения» Шакарами. Тётя и дядя Шакарами были арестованы вскоре после этого в своём доме 2 октября, а другим членам семьи поступали угрозы казни, если они примут участие в протестах. На остальных членов семьи также оказывали давление, чтобы они согласились не организовывать публичную похоронную церемонию.
Несмотря на достижение соглашения о том, что похорон не будет, семья Шакарами далее утверждает, что власти затем украли тело Шакарами и похоронили её в деревне Хаят оль Гейб, примерно в 40 километрах от него, чтобы избежать огласки и не допустить, чтобы её могила стала местом паломничества протестующих. Иранские власти ранее использовали тела погибших протестующих, чтобы заставить замолчать их семьи.
На надгробии Шакарами вырезано стихотворение: «Родила тебя кровью и болью, Вернула тебя на родину» (перс. به خون جگر زادمت، به مام وطن دادمت‎), в котором подтверждается, что смерть девушки не была самоубийством, но она умерла за свою страну.

## 40-й день смерти Шакарами
На 40-й день смерти Шакарами у места её захоронения собралась большая толпа, хотя похоронена она в небольшой деревне вдали от города. В основном народ скандировал лозунги протеста и пел старую известную на лурском языке песню «دایه دایه وقت جنگه» («Ой мама, мама, пора воевать»). Мать Шакарами обратилась к Нике с речью: «Я буду вечно страдать от твоих страданий, но я люблю тебя. Когда я вижу, что чистое семя твоего мышления — свободы, мужества и чести расцветает в сердцах других близких, я счастлива и благодарна».
На видео видно, что охранники пытались помешать людям присутствовать на церемонии, заблокировав мост, силы безопасности также применили слезоточивый газ по людям, которые сопротивлялись, бросая камни, а на видео, опубликованном в социальных сетях, были слышны выстрелы. На церемонии её поминовения присутствовавшие скандировали: «Мы все Ника, сражайтесь и будем сопротивляться».

## Реакция
Сотни протестующих собрались на кладбище Хорремабада в день, когда должны были состояться похороны Шакарами, вызванные кражей её тела. Активисты обвинили иранское правительство в издевательствах, пытках и убийстве Шакарами. Известие о её смерти привело к тому, что 4 октября старшеклассницы в большом количестве присоединились к антиправительственным протестам, некоторые из которых символически сняли хиджабы в знак дальнейшего неповиновения правительству. Дэвид Гриттен из BBC News назвал присоединение к протестам школьниц «беспрецедентной демонстрацией поддержки». В статье Мириам Бергер в The Washington Post смерть Шакарами и попытка властей скрыть её описываются как «[давая] демонстрантам ещё один сплочённый клич». По словам Махмуда Амири-Могаддама, директора Иранской правозащитной организации: «Имеющиеся доказательства указывают на роль правительства в убийстве Ники Шакрами; если только независимая комиссия по установлению фактов под надзором ООН не докажет обратное. такой комитет сформирован, ответственность за убийство Ники, как и за других жертв нынешних протестов, лежит на Али Хаменеи и силах под его командованием».
О смерти Шакарами и краже её тела широко сообщалось в международных СМИ. О смерти также было многократно описано в социальных сетях, где была распространена её фотография, а её имя стало хэштегом, используемым движением за права женщин. Корреспондент Би-би-си Нафисе Конавард почтила память Шакарами, разместив в Твиттере видео, на котором Шакарами стоит на сцене, поет и смеётся. Песня, исполненная Шакарами в клипе, — это старая иранская песня о любви из фильма «Солтан Галбха» (1968). BBC также поделилась видеозаписью выступления Шакарами на недавних протестах перед её смертью.

### Предполагаемое вынужденное признание тёти и дяди
Тётя Шакарами Аташ Шакарами и дядя Шакарами Мохсен Шакарами были арестованы в своих домах 2 октября 2022 года после публикации в социальных сетях о подозрительной смерти Ники. Их якобы заставили дать ложное признание и заявить, что Ника покончила жизнь самоубийством и силы безопасности не причастны к её смерти, по государственному телевидению в 8:30 по местному времени, 5 октября 2022 года.
Иранское государственное телевидение транслировало интервью, иначе говоря «признания», в которых тётя и дядя Шакарами «подтверждали» версию правительства. Во время признания, или интервью, её тетя заявила, что Шакарами упала с крыши, а её дядя посетовал на жестокую и подозрительную смерть Шакарами, но также выразил сомнение в том, что власти несут ответственность, ссылаясь на религиозные и юридические препятствия, вместо этого обвиняя радикализацию социальных сетей и предполагая, что она была убита протестующими из Лорестана, желавшими спровоцировать новые протесты в самом Лорестане. В ответ на предыдущие антиправительственные заявления тёти Шакарами, которая ранее решительно обвиняла в её смерти власти, он назвал её «неполитическим человеком». Он также заявил, что похороны Шакарами в Вейсиане, а не в Тегеране, были выбором семьи из-за опасений, что «её убийца» находится в Тегеране и может помешать церемонии.
Сообщается, что интервью было снято на пленку, когда они ещё находились под стражей. На видео интервью с дядей Шакарами также за кадром виден силуэт человека, который шепчет: «Скажи это, подонок!»
В интервью BBC News мать Шакарами раскритиковала попытки правительства скрыть свою причастность к смерти Ники и заявила, что интервью с её братом и сестрой были проведены под принуждением. Мать Шакарами упомянула, что её и других членов семьи также запугивали, пытаясь заставить их подтвердить официальную версию. По словам матери Шакарами, она видела медицинское заключение, в котором говорилось, что Шакарами умерла 20 сентября, в тот же день, когда пропала без вести, из-за тупой травмы головы. В свидетельстве о смерти, выданном кладбищем в Тегеране, также указано, что Шакарами скончалась от «множественных травм, нанесенных ударами твёрдым предметом».

### Реакция Исламской Республики
Власти и правительство первоначально публично не комментировали смерть Шакарами. Государственное «Исламское республиканское информационное агентство» сообщило, что власти начали собственное расследование смерти Шакарами. 4 октября информационное агентство «Тасним», тесно связанное с Корпусом стражей исламской революции, сообщило, что Шакарами разбилась насмерть 21 сентября со здания и что восемь рабочих в этом здании были арестованы. Власти использовали аналогичный нарратив «самоубийство путём падения с высоты» в отношении смерти ещё одной 16-летней девушки, Сарины Эсмаилзаде, которая, по сообщению Amnesty International, умерла после того, как её жестоко избили дубинками полицейские. Государственное информационное агентство «Фарс» опубликовало видеозапись, на которой предположительно видно, как Ника Шакарами входит в здание, однако личность на кадрах неизвестна. Дариуш Шахунванд, прокурор провинции Лорестан, отрицал какие-либо правонарушения со стороны иранских властей и утверждал, что Ника Шакарами была похоронена в «своей деревне» и что «иностранные враги» виноваты в создании «напряжённой и пугающей атмосферы» после её смерти, хотя и не уточнил, что имел в виду.
Как сообщает агентство IRNA со ссылкой на главу уголовного преследования провинции Тегеран: «При вскрытии и осмотре тела были обнаружены следы переломов». Также, согласно поступившим запросам, «человека сбросили». Он также отметил: «Следов от пуль или выстрела на теле не обнаружено».